# Боцешть (Арджеш)
Боцешть, Боцешті (рум. Boțești) — село у повіті Арджеш в Румунії. Входить до складу комуни Боцешть.
Село розташоване на відстані 99 км на північний захід від Бухареста, 27 км на північний схід від Пітешть, 129 км на північний схід від Крайови, 80 км на південний захід від Брашова.

## Населення
За даними перепису населення 2002 року у селі проживали 949 осіб, усі — румуни. Усі жителі села рідною мовою назвали румунську.